# Aleksandr Tretiakov (practicant de scheleton)
Aleksandr Tretiakov (n. 19 aprilie 1985, Krasnoiarsk, RSFS Rusă, URSS) este un sportiv ce a reprezentat Rusia, medaliat olimpic. A participat la 3 ediții ale Jocurilor Olimpice (2006, 2010, 2014) în care a câștigat o medalie de aur și o medalie de bronz.